# Rivula dimorpha
Rivula dimorpha là một loài bướm đêm trong họ Erebidae.